# 吉祥寺 (館林市)
吉祥寺（きちじょうじ）は、群馬県館林市にある真言宗豊山派の寺院。

## 歴史
『寺院明細帳』によれば、1560年（永禄3年）に開山されたとある。しかし『群馬県邑楽郡誌』によると、939年（天慶2年）に藤原秀郷が帰依している無量和尚のために「遍照寺」という寺を創建したのが、当寺の起源である。
当初は下野国都賀郡篠山（現・栃木県栃木市）に位置していたが、永正年間（1504年 - 1521年）に火災に遭ったため、渡良瀬川南岸に再建され、その際に「吉祥寺」に改称した。その後の洪水により、現在地に移転した。

## 交通アクセス
- 路線バス大島公民館停留所より徒歩3分。